# Теплицький Тома Степанович
Тома Степанович Теплицький (1921 — ?) — український радянський діяч, голова колгоспу імені Хрущова (імені 1-го Травня) Монастириського району Тернопільської області. Депутат Верховної Ради СРСР 4—5-го скликань (у 1957—1962 роках).

## Біографія
Народився 1921 року в селянській родині. Освіта середня.
З 1944 року — секретар сільської ради; директор заготівельної контори; голова райспоживспілки.
Член ВКП(б) з 1949 року.
У 1952—1955 роках — голова виконавчого комітету районної ради депутатів трудящих Тернопільської області.
З 1955 року — голова колгоспу імені Хрущова (потім — імені 1-го Травня) села Горожанка? Монастириського району Тернопільської області.
Потім — на пенсії.

## Нагороди
- медаль «За трудову доблесть» (26.02.1958)